# Higa-tó
A Higa-tó kis területű tó Kelet-Burkina Fasóban a Niger közelében, a Babangou folyótól nem messze.
228 hektárnyi területen fekszik 271 méterre a tengerszint felett.
2000-ben a Higa-tó környéke bekerült a ramsari egyezmény listájába, ami nemzetközileg is jelentős vízi élőhelyeket sorakoztat fel.

## Fordítás
- Ez a szócikk részben vagy egészben  a   Lake Higa című angol Wikipédia-szócikk ezen változatának fordításán alapul.  Az eredeti cikk szerkesztőit annak laptörténete sorolja fel. Ez a jelzés csupán a megfogalmazás eredetét és a szerzői jogokat jelzi, nem szolgál a cikkben szereplő információk forrásmegjelöléseként.